# Indenrigsministeriet
Indenrigsministeriet var et ministerium i den danske regering. Det blev etableret med Ministeriet Moltke II i 1848 og var således et af de ældste ministerier.
Ministeriets hovedopgave var at varetage statens tilsyn med danske kommuner og regioner. Desuden administrerede ministeriet afviklingen af valg og folkeafstemninger i Danmark. 

## Efter november 2001
I perioden 2001-2007 var Indenrigsministeriet sammenlagt med Sundhedsministeriet i Indenrigs- og Sundhedsministeriet med Lars Løkke Rasmussen som minister.
I november 2007 overgik Indenrigsministeriets tidligere sagsområder til Velfærdsministeriet, der i april 2009 skiftede navn til Indenrigs- og Socialministeriet med Karen Ellemann som ny minister.
Indenrigsministeriets sagsområder blev i februar 2010 igen lagt sammen med Sundhedsministeriet og blev til Indenrigs- og Sundhedsministeriet med Bertel Haarder som ny minister.
Ved Regeringen Helle Thorning-Schmidts tiltræden 3. oktober 2011 blev Indenrigsministeriets sagsområder og ressortansvaret for økonomi fra Økonomi- og Erhvervsministeriet lagt sammen til Økonomi- og Indenrigsministeriet med Margrethe Vestager som minister, der i september 2014 blev afløst af Morten Østergaard.
Ved regeringsskiftet i juni 2015 blev indenrigsområdet igen lagt sammen med socialområdet i Social- og Indenrigsministeriet med Karen Ellemann som minister. Ved regeringsomdannelsen i november 2016 gendannedes Økonomi- og Indenrigsministeriet med Simon Emil Ammitzbøll-Bille som minister.
Efter folketingsvalget i juni 2019 gendannedes Social- og Indenrigsministeriet med Astrid Krag som minister.
I januar 2021 blev indenrigsministeriet en del af et nyoprettet Indenrigs- og Boligministerium med Kaare Dybvad som første minister.
Som følge af regeringsdannelsen i december 2022 blev Indenrigsministeriet igen lagt sammen med Sundhedsministeriet med Sophie Løhde som Indenrigs- og Sundhedsminister.

## Ministeriets navne
- 1848-1950: Indenrigsministeriet
- 1950-1955: Indenrigs- og boligministeriet
- 1955-1973: Indenrigsministeriet
- 1973-1975: Indenrigs- og Socialministeriet
- 1975-2001: Indenrigsministeriet
- 2001-2007: Indenrigs- og Sundhedsministeriet
- 2007-2009: Velfærdsministeriet
- 2009-2010: Indenrigs- og Socialministeriet
- 2010-2011: Indenrigs- og Sundhedsministeriet
- 2011-2015: Økonomi- og Indenrigsministeriet
- 2015-2016: Social- og Indenrigsministeriet
- 2016-2019: Økonomi- og Indenrigsministeriet
- 2019-2021: Social- og Indenrigsministeriet
- 2021-2022: Indenrigs- og Boligministeriet
- December 2022-nu: Indenrigs- og Sundhedsministeriet